# Reino da Abecásia
Reino da Abecásia (em georgiano: აფხაზეთის სამეფო; romaniz.: Aphkhazetis Samepo), conhecido também como Reino dos Abecásios (აფხაზთა სამეფო), é um nome de um estado feudal localizado na região do Cáucaso fundado na década de 780 e que perdurou até a unificação de todos os reinos georgianos no Reino da Geórgia em 1008.

## Questão historiográfica
A literatura sobre os primeiros anos do reino foi inicialmente dominada por fontes georgianas e bizantinas e recebeu o suporte de registros arqueológicos e epigráficos.
O problema do Reino da Abecásia, particularmente na questão da natureza de sua família reinante e sua composição étnica é um importante ponto de controvérsia entre os modernos estudiosos georgianos e abecásios, o que só se reforçou pela relativa ausência de relatos sobre estes temas nas fontes primárias. A maior parte dos estudiosos abecásios alegam que o reino foi formado como resultado da consolidação do poder dos antigos abecásios na região, o que lhes teria permitido estender seu domínio para as regiões vizinhas. Os historiadores georgianos discordam e alguns alegam que o reino seria completamente georgiano.
A maior parte dos estudiosos internacionais concorda que é extremamente difícil julgar a identidade étnica dos vários segmentos da população local principalmente por que os termos "Abecázia" e "abecásios" eram utilizados sempre sentido amplo na época — e, por algum tempo, depois dela — e abrangia toda a população do reino, fossem georgianos (incluindo mingrélios, lazes e suanos com suas distintas línguas aparentadas do georgiano) e possivelmente modernos abecásios (povos abasgos, apsílios e zígios). É provável que uma parte importante (ou até majoritária) da população falante do georgiano, incentivada por reis abecásios a eliminar o domínio cultural e político dos bizantinos, tenha resultado na substituição do grego pelo georgiano como língua cultural e literária na região.

## Primeiros anos

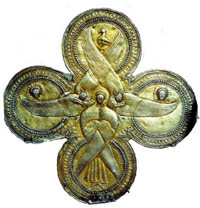
Cruz de, que conduziu o reino durante o seu apogeu e cuja morte iniciou o declínio que terminaria com a incorporação da Abecásia ao Reino da Geórgia.
século X

Abecásia — Abásgia nas fontes clássicas — era um principado vassalo do Império Bizantino localizado na costa do Mar Negro no que é hoje a porção noroeste do estado não reconhecido da República da Abecázia (oficialmente parte da Geórgia) e se estendia para o norte até o território do moderno Krai de Krasnodar da Rússia, com capital em Anacópia. O território era governado por um arconte hereditário que funcionava efetivamente como um vice-rei bizantino. Com uma população majoritariamente cristã, a cidade de Pítipo (moderna Bichvinta) e Soterópolis eram sés arcebispos subordinados diretamente ao patriarca de Constantinopla. Os árabes, perseguindo príncipes georgianos em fuga — os irmãos Mir de Egrissi e Archil da Ibéria —, invadiram a Abecásia em 736. Disenteria e inundações, a teimosa resistência do arconte Leão I e de sua esposa ibera e o apoio de aliados egríssios conseguiram repelir os invasores. Leão depois se casou com a filha de Mir e seu sucessor, Leão II, explorou a união para conquistar Lázica na década de 770. Presumivelmente considerado como um estado sucessor da Lázica, esta nova entidade política continuou a ser chamada de Egrissi por fontes georgianas ("Vidas dos Reis Georgianos", de Leôncio de Ruissi, por exemplo) e armênias (como a "História da Armênia", de João V, o Historiador).
A vitoriosa defesa contra os árabes e novas conquistas territoriais  deram aos príncipes abecásios poder suficiente para reivindicar mais autonomia de seus mestres bizantinos. Por volta de 786, Leão conseguiu a independência plena com a ajuda dos cazares, assumindo o título de "rei dos abecásios" e transferindo sua capital para a cidade georgiana ocidental de Cutatíssi (moderna Cutáissi). De acordo com anais georgianos, Leão subdividiu seu reino em oito ducados: a própria Abecásia, Sucumi, Bedia, Gúria, Racha e Takveri, Suanécia, Arguécia e Cutatíssi.
O período mais próspero do Reino da Abecásia foi entre 850 e 950. Nos primeiros anos do século X, o território do reino se estendia, segundo as fontes bizantinas, ao logo da costa do Mar Negro por 300 milhas gregas, indo da fronteira do Tema da Cáldia até a foz do rio Nicópsis, com o Cáucaso Maior por trás. As tendências cada vez mais expansionistas do reino aumentaram o território para o leste. Começando com Jorge I (r. 872/3–878/9), os reis abecásios controlavam também a Ibéria (regiões central e leste da Geórgia) e influenciavam a política interna da Geórgia e dos bagrátidas armênios. Por volta de 908, o rei Constantino III (r. 898/9–916/7) anexou as regiões vizinhas do Emirado de Tbilisi, controlado pelos árabes. Seu filho, Jorge II (r. 916/7–960) marcou o auge do poder e prestígio do Reino da Abecásia. Por um curto período de tempo, a Caquécia, na Geórgia oriental, e Hereti, na fronteira georgiano-albanesa também reconheceram a suserania abecásia. Como aliado temporário dos bizantinos, Jorge II patrocinou as atividades missionárias de Nicolau Místico na Alânia.
Os sucessores de Jorge, porém, não conseguiram manter o poder e a integridade territorial do reino. Durante o reinado de Leão III (r. 960–969), a Caquécia e Herécia sucederam. Uma desastrosa guerra civil e revoltas feudais, iniciadas durante o reinado de Demétrio III (r. 969–976), levaram o reino à completa anarquia sob a liderança de um desafortunado monarca, Teodoro III, o Cego (r. 976–978). Nesta época, o príncipe bagrátida Pancrácio III, filho de sua irmã, ocupou o trono da Abecásia (Teodoro não teve filhos) com a ajuda de seu pai adotivo, David III de Tao. Em 1008, Pancrácio herdou o trono depois da morte de seu pai natural, Gurgenes, como "rei dos reis dos georgianos", efetivamente reunificando os dois reinos através de uma sucessão dinástica no novo Reino da Geórgia.

## Invasão seljúcida
A segunda metade do século XI foi marcada pela desastrosa invasão dos turcos seljúcidas que, já no final da década de 1040, conseguiram construir um vasto império nômade na Ásia central e na Pérsia. Em 1071, os exércitos turcos destruíram as forças reunidas de bizantinos, armênios e georgianos na Batalha de Manzicerta e, em 1081, toda a Armênia, Anatólia, Mesopotâmia, Síria e a maior parte da Geórgia estavam sob controle seljúcida ou arrasados.
Apenas a Abecásia e as regiões montanhosas da Suanécia, Racha e Khevi-Khevsureti não reconheceram a suserania seljúcida, servindo como um refúgio relativamente seguro para os fugitivos. No final de 1099, David IV da Geórgia parou de pagar tributos aos turcos e colocou a maior parte das terras georgianas, com exceção de Tbilisi e Ereti, sob se controle e manteve a Abecásia e Suanécia como bases principais. Entre 1105 e 1124, os exércitos georgianos liderados por ele realizaram uma série de campanhas vitoriosas contra os turcos e liberaram não apenas o resto da Geórgia, mas também a região cristã de Gixi-Cabala area, no Xirvão ocidental, e uma grande porção da Armênia.

## Reis da Abecásia

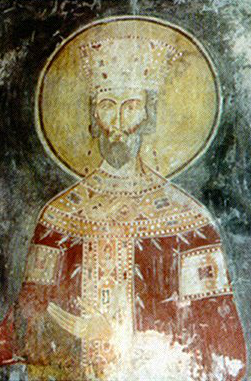
era "Pancrácio II da Abecásia" também.
Afresco no Mosteiro de Guelati.

A maior parte dos reis abecásios, com exceção de João e Adanarses dos sáulios (Shavliani; de suposta origem suana), vieram da dinastia que é por vezes conhecida na historiografia como "Leônidas" (em função do nome do primeiro rei, Leão) ou Anosidas (por causa do príncipe Anos, de quem eles alegavam descender). Cyril Toumanoff liga o nome de Anos a uma família nobre abecásia, os Achba ou Anchabadze. Por convenção, os números reais dos reis abecásios continuam a numeração dos arcontes da Abásgia. Há também algumas inconsistências sobre as datas dos reinados. A cronologia a seguir segue a obra de Toumanoff.

### Casa dos Anosidas/Leônidas (Achba/Anchabadze)
- Leão II da Abecásia
- Leão II, 767/8–811/2
- Teodósio II, 811/2–837/8
- Demétrio II, 837/8–872/3
- Jorge I de Alcepi, 872/3–878/9

### Casa deShavliani
- João Sauliano, 878/79–c. 880
- Adanases Sáulio, ca. 880–887/88

### Casa dos Anosidas/Leonidas (Achba/Anchabadze)
- Pancrácio I, 887/88–898/99
- Constantino III, 898/99–916/17
- Jorge II, 916/17–960
- Leão III, 960–969
- Demétrio III, 969–976
- Teodósio III, 976–978

### Dinastia Bagrationi (Geórgia reunificada)
- Pancrácio II (Pancrácio III da Geórgia), 978–1014